# Clásica Ciudad de Torredonjimeno
La Clásica Ciudad de Torredonjimeno est une course cycliste espagnole disputée autour de Torredonjimeno, dans la communauté autonome d'Andalousie. Créée en 1985, cette épreuve a pris son appellation actuelle en 1995. Elle fait partie du calendrier de la Coupe d'Espagne amateurs depuis 1999,.
L'édition 2020 est reportée au 4 octobre en raison de la pandémie de Covid-19.

## Palmarès
| Année                                             | Vainqueur                                         | Deuxième                                          | Troisième                                         |
| Gran Premio Feria de San Pedro / Trofeo San Pedro | Gran Premio Feria de San Pedro / Trofeo San Pedro | Gran Premio Feria de San Pedro / Trofeo San Pedro | Gran Premio Feria de San Pedro / Trofeo San Pedro |
| ------------------------------------------------- | ------------------------------------------------- | ------------------------------------------------- | ------------------------------------------------- |
| 1985                                              | Juan Manuel García                                | Jorge Díaz                                        | Manuel López                                      |
| 1986                                              | Julián Boiza                                      | Francisco Pérez                                   | Bernardo González                                 |
| 1987                                              | Manuel Manchón                                    | Pedro José Pérez                                  | Ruperto Ortega                                    |
| 1988                                              | Francisco Cabello                                 | Francisco Pérez                                   | Mateo Gallego                                     |
| 1989                                              | Jorge Casilla                                     | Jesús Rosado                                      | Juan José Gómez                                   |
| 1990                                              | Juan Manuel García                                | José A. Bonada                                    | Juan Arauz                                        |
| 1991                                              | Jesús Caro                                        | Alfredo Sánchez                                   | José Francisco Ibáñez                             |
| 1992                                              | Antonio Peñas                                     | Jorge Casillas                                    | José M. Romero                                    |
| 1993                                              | Blas Giner                                        | Jesús Caro                                        | José Francisco Ibáñez                             |
| 1994                                              | Jesús Peral                                       | Miguel Ángel Martín Perdiguero                    | Junichi Kikuta (es)                               |
| Clásica Ciudad de Torredonjimeno                  |                                                   |                                                   |                                                   |
| 1995                                              | Ignacio Rodríguez                                 | José C. Moreno                                    | José Vicioso                                      |
| 1996                                              | Miguel López                                      | Fernando Alello                                   | José A. Valdés                                    |
| 1997                                              | Eligio Requejo                                    | Juan Navarro                                      | Romes Gainetdinov                                 |
| 1998                                              | Pedro Jiménez                                     | Iván Miguelañez                                   | Emilio José Castillo                              |
| 1999                                              | Gonzalo Bayarri                                   | Antonio Martín Rodríguez                          | José Ignacio Gutiérrez                            |
| 2000                                              | Rubén Lobato                                      | Sergio Villamil                                   | Alejandro Valverde                                |
| 2001                                              | Juan Gomis                                        | Alejandro Valverde                                | Diego Navamuel                                    |
| 2002                                              | José Antonio López                                | Jordi Berenguer                                   | José Ángel Gómez Marchante                        |
| 2003                                              | Xavier Reyes                                      | Luis Pérez Romero                                 | Antonio Olmo                                      |
| 2004                                              | Víctor Gómez                                      | David Domínguez Jarén                             | Óscar Cortes                                      |
| 2005                                              | Francisco Villalgordo                             | Javier Mejías                                     | José Antonio Carrasco                             |
| 2006                                              | Francisco Torrella                                | Manuel Jesús Jiménez                              | Jorge Pérez Fernández                             |
| 2007                                              | Samuel Soto                                       | Francisco Villalgordo                             | Antonio García                                    |
| 2008                                              | Juan José Lobato                                  | David Calatayud                                   | Ismael Esteban                                    |
| 2009                                              | Raúl Alarcón                                      | Jonathan Perdiguero                               | Daniel Ania                                       |
| 2010                                              | Michael Torckler                                  | Juan Abenhamar Gallego                            | José Luis Caño                                    |
| 2011                                              | Peter van Dijk                                    | Francisco García Nicolás                          | Edison Bravo                                      |
| 2012                                              | Vicente García de Mateos                          | Alexey Rybalkin                                   | Antton Ibarguren                                  |
| 2013                                              | Adrián Alvarado                                   | Higinio Fernández                                 | Alberto Gallego                                   |
| 2014                                              | Julen Amézqueta                                   | Alberto Gallego                                   | Mikel Bizkarra                                    |
| 2015                                              | Antonio Pedrero                                   | Mikel Iturria                                     | Jorge Arcas                                       |
| 2016                                              | Héctor Carretero                                  | Richard Carapaz                                   | Marcos Jurado                                     |
| 2017                                              | Elías Tello                                       | Juan Antonio López-Cózar                          | Erlend Sor                                        |
| 2018                                              | Antonio Gómez de la Torre                         | Sergio Vega                                       | Xavier Cañellas                                   |
| 2019                                              | Sergio Román Martín                               | Joel Nicolau                                      | Francisco Galván                                  |
| 2020                                              | Abner González                                    | Reuben Thompson                                   | Byron Munton                                      |
| 2021                                              | Timo de Jong                                      | Marc Brustenga                                    | Sergio Trueba                                     |
| 2022                                              | Ilia Schegolkov                                   | Mikel Retegi                                      | Egor Igoshev                                      |
| 2023                                              | David Delgado                                     | Viacheslav Ivanov                                 | Ilia Schegolkov                                   |
| 2024                                              | Pablo Ara                                         | Javier Ibáñez                                     | César Pérez                                       |
| 2025                                              | Maksym Bilyi                                      | Martin Solhaug Hansen                             | Daniel Cepa                                       |

### Victoires par pays
| Victoires | Pays             |
| --------- | ---------------- |
| 33        | Espagne          |
| 2         | Chili            |
| 2         | Pays-Bas         |
| 1         | Nouvelle-Zélande |
| 1         | Porto Rico       |
| 1         | Russie           |
| 1         | Ukraine          |